# 貝爾利什泰鄉
44°59′N 21°28′E / 44.983°N 21.467°E
貝爾利什泰鄉（羅馬尼亞語：Comuna Berliște, Caraș-Severin），是羅馬尼亞的鄉份，位於該國西南部，由卡拉什-塞維林縣負責管轄，面積61平方公里，海拔高度102米，2007年人口1,178，人口密度每平方公里19人。